# Noureddine Naybet
Noureddine Naybet (Casablanca, 10 de febrero de 1970) es un exfutbolista marroquí que jugó en Marruecos, Francia, Portugal, España e Inglaterra a lo largo de su carrera.

## Trayectoria
Fue el capitán de la selección de fútbol de Marruecos con quien ha jugado en más de cien ocasiones. Comenzó su carrera en los equipos inferiores del Wydad Casablanca, donde pese a su juventud, causó sensación. Con este club ganó en tres ocasiones el campeonato de Liga marroquí de fútbol y en 1992, la Liga de Campeones de la CAF. Ese mismo año participó con su selección en los Juegos Olímpicos de Barcelona 1992.
Fue fichado por el FC Nantes, donde realizó una buena temporada y fue elegido como uno de los jugadores más importantes del campeonato francés. Al año siguiente, fichó por el Sporting de Lisboa en el que jugó dos temporadas. Sus buenos resultados con el equipo lisboeta hacen que el fútbol español ponga sus ojos en él. El Deportivo de La Coruña se hace con sus servicios por una cantidad jamás pagada por un futbolista marroquí. Es con este club, donde Naybet alcanza sus mayores éxitos: gana el campeonato de liga española en el 2000; en 2002, gana la Copa del Rey y la Supercopa de España. Después de ocho temporadas, abandonó el Deportivo de la Coruña y fichó por el Tottenham Hotspur inglés donde se retiró en 2006.

## Selección nacional
Ha sido internacional con la selección de fútbol de Marruecos en 115 ocasiones en las que anotó 4 goles. Participó en 6 Copas de África y en las Copas del Mundo de 1994 y 1998. El primer partido internacional fue el 9 de agosto de 1990 contra la selección de fútbol de Túnez y el primer gol internacional fue el 31 de mayo de 1997 contra el selección de fútbol de Etiopía.

### Participaciones en Copas del Mundo
| Mundial                        | Sede           | Resultado    |
| ------------------------------ | -------------- | ------------ |
| Copa Mundial de Fútbol de 1994 | Estados Unidos | Primera fase |
| Copa Mundial de Fútbol de 1998 | Francia        | Primera fase |

### Participaciones en Copa África
| Eurocopa                       | Sede            | Resultado    |
| ------------------------------ | --------------- | ------------ |
| Copa Africana de Naciones 1992 | Senegal         | Primera fase |
| Copa Africana de Naciones 1998 | Burkina Faso    | Segunda fase |
| Copa Africana de Naciones 2000 | Ghana y Nigeria | Primera fase |
| Copa Africana de Naciones 2002 | Mali            | Primera fase |
| Copa Africana de Naciones 2004 | Túnez           | Subcampeón   |
| Copa Africana de Naciones 2006 | Egipto          | Primera fase |

## Clubes
| Club                   | País       | Año       |
| ---------------------- | ---------- | --------- |
| Wydad Casablanca       | Marruecos  | 1989-1993 |
| FC Nantes              | Francia    | 1993-1994 |
| Sporting de Lisboa     | Portugal   | 1994-1996 |
| Deportivo de La Coruña | España     | 1996-2004 |
| Tottenham Hotspur      | Inglaterra | 2004-2006 |

## Palmarés

### Campeonatos nacionales
| Título                      | Club                   | País      | Año  |
| --------------------------- | ---------------------- | --------- | ---- |
| Copa del Trono              | Wydad Casablanca       | Marruecos | 1989 |
| Campeonato de Clubes Árabes | Wydad Casablanca       | Marruecos | 1989 |
| Liga marroquí de fútbol     | Wydad Casablanca       | Marruecos | 1990 |
| Liga marroquí de fútbol     | Wydad Casablanca       | Marruecos | 1991 |
| Supercopa Árabe             | Wydad Casablanca       | Marruecos | 1992 |
| Liga marroquí de fútbol     | Wydad Casablanca       | Marruecos | 1993 |
| Copa Afroasiática           | Wydad Casablanca       | Marruecos | 1993 |
| Copa de Portugal            | Sporting Lisboa        | Portugal  | 1995 |
| Supercopa de Portugal       | Sporting Lisboa        | Portugal  | 1995 |
| Liga de España              | Deportivo de La Coruña | España    | 2000 |
| Supercopa de España         | Deportivo de La Coruña | España    | 2000 |
| Copa del Rey de Fútbol      | Deportivo de La Coruña | España    | 2002 |
| Supercopa de España         | Deportivo de La Coruña | España    | 2002 |

### Copas internacionales
| Título                      | Club             | País      | Año  |
| --------------------------- | ---------------- | --------- | ---- |
| Liga de Campeones de la CAF | Wydad Casablanca | Marruecos | 1992 |